# مراسل
المراسل هو صحفي أو معلق في المجلات أو متحدث أكثر عمومية أو وكيل يساهم في إرسال التقارير إلى الصحيفة أو إلى محطات الراديو أو البرامج الإخبارية التلفزيونية، أو أي شكل آخر من وسائل إعلامية، من موقع غالبًا ما يكون بعيدًا للغاية. ويكون المراسل الأجنبي موجودًا في دولة أجنبية. ويشير مصطلح المراسل إلى الممارسة الأصلية المتعلقة بتقديم التقارير الإخبارية عبر مراسلات بريدية. وتنتمي أكبر شبكات المراسلين إلى محطتي إيه آر دي (ألمانيا) وبي بي سي (المملكة المتحدة).

## مقدم التقارير في مقابل المراسل
غالبًا ما يقوم المراسل بتضمين بعض آرائه حول الأخبار. على سبيل المثال، من المتوقع أن يقوم المراسل بتوفير سياقات مهمة حول الأحداث التي يتم تسجيلها. أما مقدم التقارير، في المقابل، فيوفر تقارير تعتمد على الحقائق بشكل كبير.
وفي بريطانيا، غالبًا ما يشير مصطلح «المراسل» إلى شخص متخصص في مجال معين، مثل المراسل الصحي. أما «مقدم التقارير» فغالبًا ما يكون شخص لا يمتلك تلك الخبرات ويتم تعيينه للتعامل مع الروايات من قبل مكتب الأخبار حول أية رواية تظهر في الأخبار.

## المراسل الحربي
ويسمى الموفد وهو يغطي الأحداث في مناطق الحروب ومع القوات الامنية أو المعارضة وغيرها ويختلف المراسل الحربي يحث يستطع ان يرسل المادة إلى أكثر من قناة أو صحيفه. الكاتب. م.م.حيدر الخفاجي

### المكتب الأجنبي
المكتب الأجنبي عبارة عن مكتب أخبار يتم إنشاؤه لدعم عمليات تجميع الأخبار في دولة أجنبية.

## الأخبار التلفزيونية من قلب الحدث
وفي أخبار التلفزيون، يقوم مقدم التقارير «من قلب الحدث» بنقل التقارير من الميدان أثناء «التصوير المباشر». ولقد أصبح هذا الأسلوب شائعًا للغاية مع ظهور أخبار الشهود العيان.
من الإجراءات الحديثة التي تساعد على تقليل النفقات لشبكات الأخبار التلفزيونية المحلية عدم الاعتماد على مقدمي التقارير من خارج المدينة، واستخدام المراسلين المشاركين في النقابات، والذين غالبًا ما يتم توفيرهم من خلال وكالة تقارير إخبارية مركزية. ويقوم منتجو العرض بتحديد الوقت للمراسل، الذي يظهر حينها «بشكل مباشر» من أجل عمل تقرير والحوار مع الضيوف. ثم ينتقل المحرر ليقوم بعمل مجموعة من التقارير المشابهة للمحطات الأخيرة. وقد لا يدرك العديد من المتابعين أن مقدم التقارير لا يعمل بشكل مباشر مع هذا البرنامج الإخباري. وهذه الطريقة شهيرة أيضًا من أجل تقديم التقارير المتعلقة بالطقس. على سبيل المثال، لا تقدم شركة AccuWeather البيانات فحسب، بل إنها تعرض كذلك خبراء الأرصاد الجوية بشكل مباشر من استوديوهات التلفزيون في المقر الرئيسي لها.